# Norman's Cay
Ne doit pas être confondu avec Norman's Bay.
Norman's Cay est une petite île des Bahamas, située dans les Îles Exumas et a servi de quartier général à l'opération de trafic de drogue de Carlos Lehder entre 1978 et 1982.

## Dans la culture populaire
Norman's Cay a été présenté dans de nombreux ouvrages. 
Un festival devait se dérouler sur l'île mais a été annulé au dernier moment. 

### Films
- Blow (2001) avec Johnny Depp

### Séries
- Documentaire Hulu : Fyre Fraud
- Documentaire Netflix : Fyre
- Série Netflix : Narcos

### Jeu vidéo
- L'ile de Cayo Perico, apparu dans le DLC de Cayo Perico dans Grand Theft Auto Online, est inspirée de Norman's Cay.